# Zygothrica karenae
Zygothrica karenae är en tvåvingeart som beskrevs av David Grimaldi 1987. Zygothrica karenae ingår i släktet Zygothrica och familjen daggflugor. Inga underarter finns listade i Catalogue of Life.